# Dritëro Agolli
Dritëro Agolli (nevének ejtése dɾitəɾɔ aɡɔɫi; Menkulas, 1931. október 13. – Tirana, 2017. február 3.) albán költő, író, újságíró, forgatókönyvíró, politikus. A 20. századi albán irodalom egyik legnagyobb hatású alakja.

## Életútja
Paraszti családban született egy Devoll vidéki faluban, Menkulasban. Középiskolai tanulmányait 1948 és 1952 között Gjirokastrában végezte. Bár kamaszkorában állatorvosnak készült, emellett versírással is foglalkozott, és első költeménye tizenhat éves korában, 1947-ben jelent meg egy folyóiratban. Az Albán Kommunista Párt kultúrpolitikusai felfigyeltek tehetségére, és állami ösztöndíjjal 1952-től Leningrádban folytatott nyelvészeti és irodalmi tanulmányokat. 1957-es hazatérését követően másfél évtizedig a tiranai pártnapilap, a Zëri i Popullit (’A Nép Hangja’) újságírója lett. Időközben hivatalos kormánydelegációk tagjaként 1967-ben Kínában, 1971-ben pedig Kongóban járt. Fadil Paçrami és Todi Lubonja félreállítását követően, 1973-ban az Albán Munkapárt IV. kongresszusa az Írók és Művészek Szövetsége (Lidhja e Shkrimtarëve dhe e Artistëve) elnöki pozíciójába juttatta. 1992. január 31-ei nyugdíjazásáig töltötte be ezt a tisztséget. Ezzel párhuzamosan 1974-től az albán nemzetgyűlés képviselője, a párt központi bizottságának tagja volt.
Az 1980-as évek második felében kitűnt azzal, hogy nyíltan kritizálta a kommunista párt kultúrpolitikáját. 1988-ban hevesen kikelt az ellen a gyakorlat ellen, hogy mind a tíz albán színházat a szakmához nem értő pártkáderek vezetik. Az Albán Munkapárt 1991 júniusában megtartott X. kongresszusán ő volt az egyetlen, aki felszólalásában egyértelműen elítélte a kommunista rendszer bűneit, és szorgalmazta a múlttal való gyökeres szakítást. Ugyancsak 1991-ben az Amerika Hangjának adott interjúban elismerte, hogy az irodalmi élet szereplői, köztük ő maga is, a kommunista diktatúra alatt valamennyien konformisták voltak. Ezen megnyilvánulásainak köszönhetően, noha a kommunista korszak irodalmi életének élvonalbeli alakja volt, az 1991-es rendszerváltást követően is köztiszteletben álló közéleti figura maradt. Élete végéig a legolvasottabb hazai írók közé tartozott Albániában. Emellett saját könyvkiadó vállalatot alapított Dritëro néven, amely alapvetően saját – gyakran évtizedekkel korábban íródott, de a cenzúra által betiltott – prózai és költői művei kiadására szakosodott. A Dritëro kiadó csak az 1990-es években hét kötetét rendezte sajtó alá.
Ugyanakkor a politikai életnek is aktív szereplője maradt. Az 1991-es rendszerváltást követően az állampárt utódszervezete, az Albán Szocialista Párt nemzetgyűlési képviselője volt. Az évek előrehaladtával egyre kritikusabban szemlélte az albán politika színpadának történéseit, 1998-ban saját pártján is számon kérte az elvtelenséget, az ideológia hiányát, és egy nagy visszhangot keltő publicisztikájában az albán politikai berendezkedésre bevezette a gyorsan elterjedt, meglehetősen vulgáris shkërdhatokracia kifejezést (a ’faszfej’ jelentésű albán shkerdhatë szóból).

## Munkássága
Dritëro Agolli Ismail Kadare és Fatos Arapi nemzedéktársaként a 20. század második felének egyik legmeghatározóbb irodalmi alakja volt Albániában, aki lírai és prózai munkáival egyaránt maradandót alkotott. Pályája elején elsősorban költőként aratott sikereket, fő témája a vidéki Albánia paraszti világa, amelyben a devolli szülőföld küzdelmes mindennapi életét örökítette meg. Az irodalmi sikereket az 1970-es években kibontakozó prózaírói tevékenysége hozta el számára. Országos hírnevét az 1970-ben kiadott Komisari Memo (’Memo komisszár’) című kisregényével alapozta meg, és 1973-as, Shkëlqimi dhe rënia e shokut Zylo (’Zylo elvtárs tündöklése és bukása’) című szatirikus regényével szilárdította meg. E két fő művét a korban szokatlan groteszk társadalombírálat, maró humor és anekdotikus elbeszélésmód jellemzi, különösen a túlbuzgó és törtető, alkalmatlansága dacára is szánalmasan hiú apparatcsik, Zylo elvtárs története vált népszerű olvasmánnyá Albániában.
Agolli irodalmi munkássága, témaválasztása és ábrázolásmódja az 1970-es évek közepétől konformista irányultságú lett. 1974-ben három nap alatt írta meg kolosszális, másfél ezer soros heroikus költeményét Nënë Shqipëri (’Anyánk, Albánia’) címen. 1975-ben kiadott regénye, a Njeriu me top (’Az ágyús ember’) már a második világháborús partizánok hősiességét ecsetelő, a párt irodalmi vonalához alkalmazkodó mű volt.

## Művei

### Verseskötetei
- Hapat e mija në asfalt (’Lépéseim az aszfalton’), Tiranë, 1961
- Poemë për babanë dhe për veten (’Versek apámnak és magamnak’), Tiranë, 1962
- Shtigje malesh dhe trotuare (’Hegyi ösvények és járdák’), Tiranë, 1965
- Mesditë (’Délidő’), Tiranë, 1969
- Pleshti: Poemë satirike (’A bolha: Szatirikus versek’), Tiranë, 1971
- Poezi (’Költészet’), Prishtinë, 1971
- Poezia shqipe (’Albán költészet’), Tiranë, 1972
- Nënë Shqipëri (’Anyánk, Albánia’), Tiranë, 1974
- Devoll, Devoll: Baballarët (’Devoll, Devoll: Ősapák’), Tiranë, 1976
- Fjala gdhend gurin (’Sziklába vésett szavak’), Tiranë, 1977
- Të pagjumët (’Az álmatlanok’), Prishtinë, 1980
- Poezi (’Költészet’), Tiranë, 1982
- Dhjetë sy (’Tíz szem’), Tiranë, 1984
- Udhëtoj i menduar (’Elmélyült utazásom’), Tiranë, 1985
- Pelegrini i vonuar (’Megkésett zarándokok’), Tiranë, 1993
- Çudira dhe marrëzi (’Csodák és őrültségek’), Tiranë, 1995
- Lypësi i kohës (’Az idő koldusa’), Tiranë, 1995
- Shpirti i gjyshërve (’Nagyapák szelleme’), Tiranë, 1996
- Vjen njeriu i çuditshëm (’Jön a különös ember’), Tiranë, 1996
- Baladë për tim atë dhe për vete (’Ballada apámnak és magamnak’), Tiranë, 1997
- Kambana e largët (’Távoli harang’), Tiranë, 1998
- Fletorka e mesnatës (’Éjféli füzet’), Tiranë, 1998
- Këngët e buzëqeshjes (’Mosolygó dalok’), Tiranë, 1998
- Lutjet e këmbanës (’A harang imái’), Tiranë, 1998
- Gdhihet e ngryset (’Pirkadat és alkonyat’), Tiranë, 2000

### Regényei, elbeszélései
- Zhurma e erërave të dikurshëme (’Régmúlt szelek zúgása’), Tiranë, 1964
- Komisari Memo (’Memo komisszár’), Tiranë, 1970
- Njeriu i mirë (’A jó ember’), Prishtinë, 1973
- Shkëlqimi dhe rënia e shokut Zylo (’Zylo elvtárs tündöklése és bukása’), Tiranë, 1973
- Njeriu me top (’Az ágyús ember’), Tiranë, 1975
- Trëndafili në gotë (’Rózsa a pohárban’), Prishtinë, 1979
- Dështaku (’A bukott ember’), Tiranë, 1991
- Njerëz të krisur (’Bolondos emberek’), Tiranë, 1995
- Kalorësi lakuriq (’A meztelen lovas’), Tiranë, 1996
- Arka e djallit (’Az ördög ládikája’), Tiranë, 1997

### Drámái
- Mosha e bardhë (’Ősz nemzedék’), Prishtinë, 1975

### Forgatókönyvei
- Horizonte të hapura (1968)
- I teti në bronz (1970)
- Krevati i Perandorit (1973)

### Esszéi
- Arti dhe koha (’A művészet és az idő’), Tiranë, 1980
- Jeta në letërsi: Artikuj dhe shënime (’Irodalmi élet: Cikkek és jegyzetek’), Tiranë, 1987
- Teshtimat e lirisë: Njeriu, politika dhe kultura (’A szabadság tüsszögése: Ember, közélet és műveltség’), Tiranë, 1997